# Trichosporon aquatile
Trichosporon aquatile L.R. Hedrick & P.D. Dupont – gatunek mikroskopijnych grzybów podstawkowych z rzędu Trichosporonales.

## Systematyka i nazewnictwo
Pozycja w klasyfikacji według Index Fungorum: Trichosporon, Trichosporonaceae, Trichosporonales, Incertae sedis, Tremellomycetes, Agaricomycotina, Basidiomycota, Fungi.
Po raz pierwszy opisali go w 1968 r. L.R. Hedrick & P.D. Dupont i nadana przez nich nazwa naukowa jest ważna. Wyizolowali go z wody w USA.

## Charakterystyka
Trichosporon aquatile należy do gruby drożdży podstawkowych i znany jest wyłącznie z bezpłciowej formy anamorficznej. Po raz pierwszy wyizolowano go w USA z wody. Występuje również w Polsce, tu został wyizolowany również z wody.